# Luoding
Luoding (罗定市S, LuódìngP) è una città-contea della Cina, situata nella provincia del Guangdong e amministrata dalla prefettura di Yunfu.